# Lamiini
Tribu
Synonymes
- Agniini
- Monochamini

Les Lamiini sont une tribu de coléoptères cérambycidés lamiaires.

## Morphologie

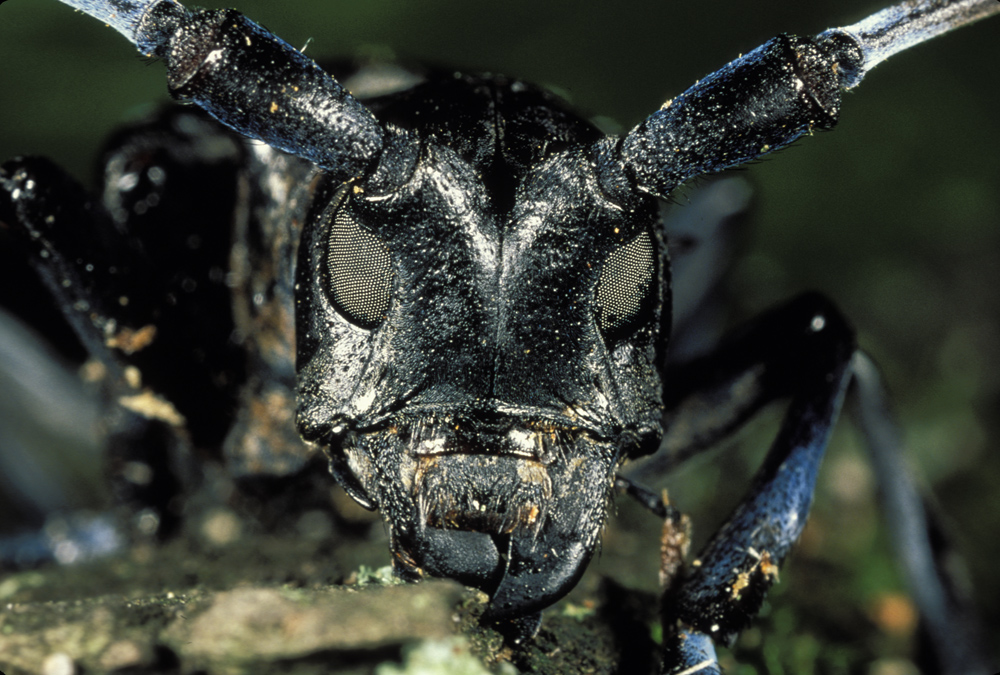
Anoplophora glabripennis (Motschulsky, 1863)

Les représentants des Lamiini sont assez faciles à reconnaître parmi les autres Lamiinae par la présence d'une carène (parfois appelée cicatrice) qui forme un anneau épaissi à l'apex du premier segment des antennes,.

Cet anneau est présent seulement dans d'autres tribus facilement reconnaissables: les Gnomiini (indo-australiennes, caractérisés par le prothorax allongé), les Batocerini (surtout indo-australiennes, caractérisés par les hanches antérieures ouvertes) et les Phrissomini (surtout africaines, aptères).

Certains Lamiini (Macrohammus) atteignent une grandeur considérable, mais pas la même que les représentants de la tribu des Batocerini.

## Biologie
Les Lamiini, souvent de grandeur moyenne ou grande, sont tous xylophages et attaquent le bois aussi bien des conifères que des arbres à feuilles. Certains se nourrissent  de bois en décomposition, mais d'autres attaquent aussi les plantes vivantes, en causant parfois des dommages considérables.

## Distribution
Les Lamiini sont répandus dans tous les continents, surtout dans les régions tropicales, avec presque mille deux cents espèces.

### Liste des genres présents en France
Les Lamiini de France sont représentés seulement par deux genres et quatre espèces, tous d'origine orientale :
- Lamia Fabricius, 1775
  - Lamia textor (Linnaeus, 1758) - le Lamie tisserand
- Monochamus Dejean, 1821
  - Monochamus galloprovincialis (Olivier, 1795)
  - Monochamus sutor (Linnaeus, 1758)
  - Monochamus sartor (Fabricius, 1787) - le Monochame tailleur

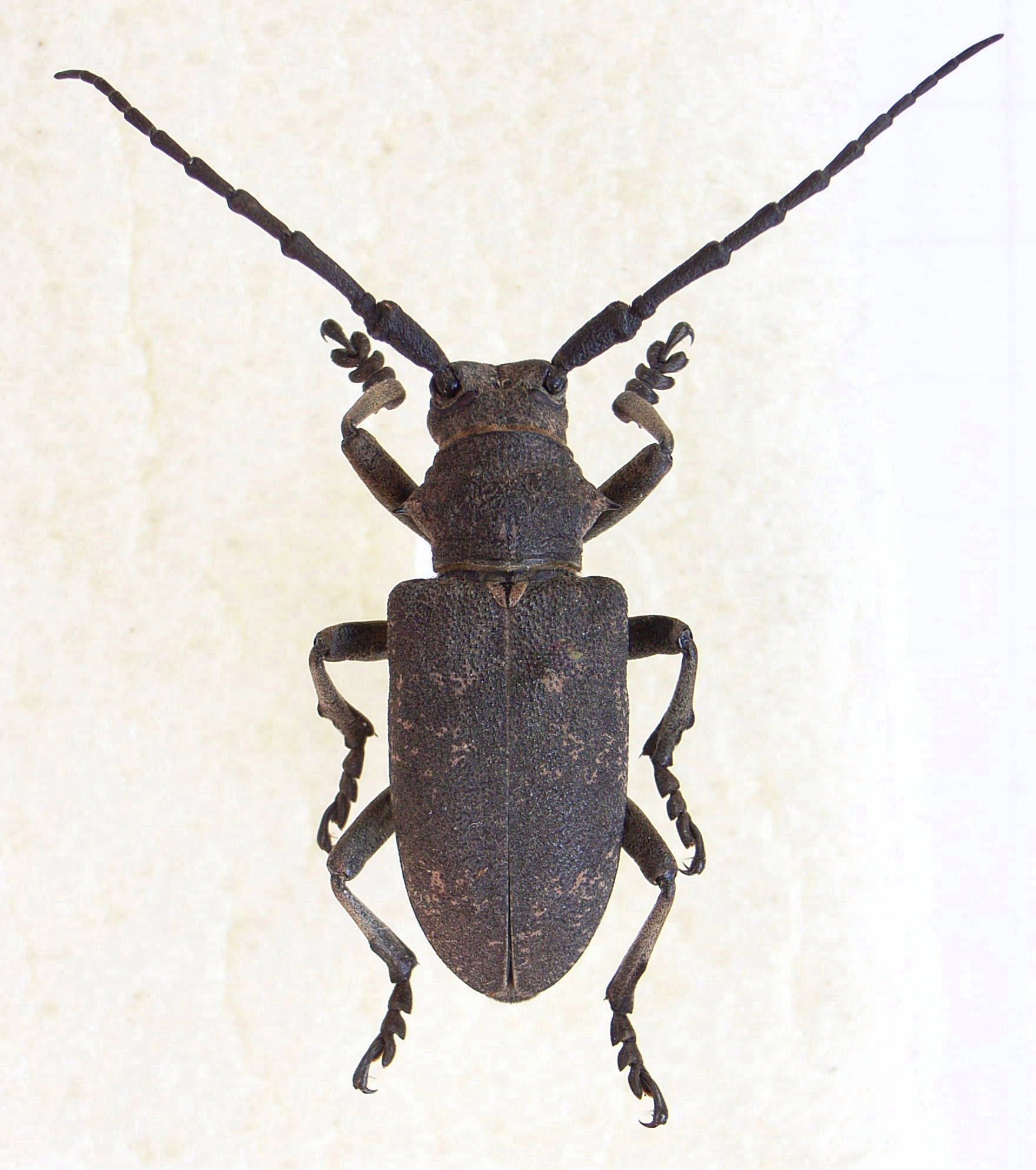
Lamia textor (Linné, 1758)
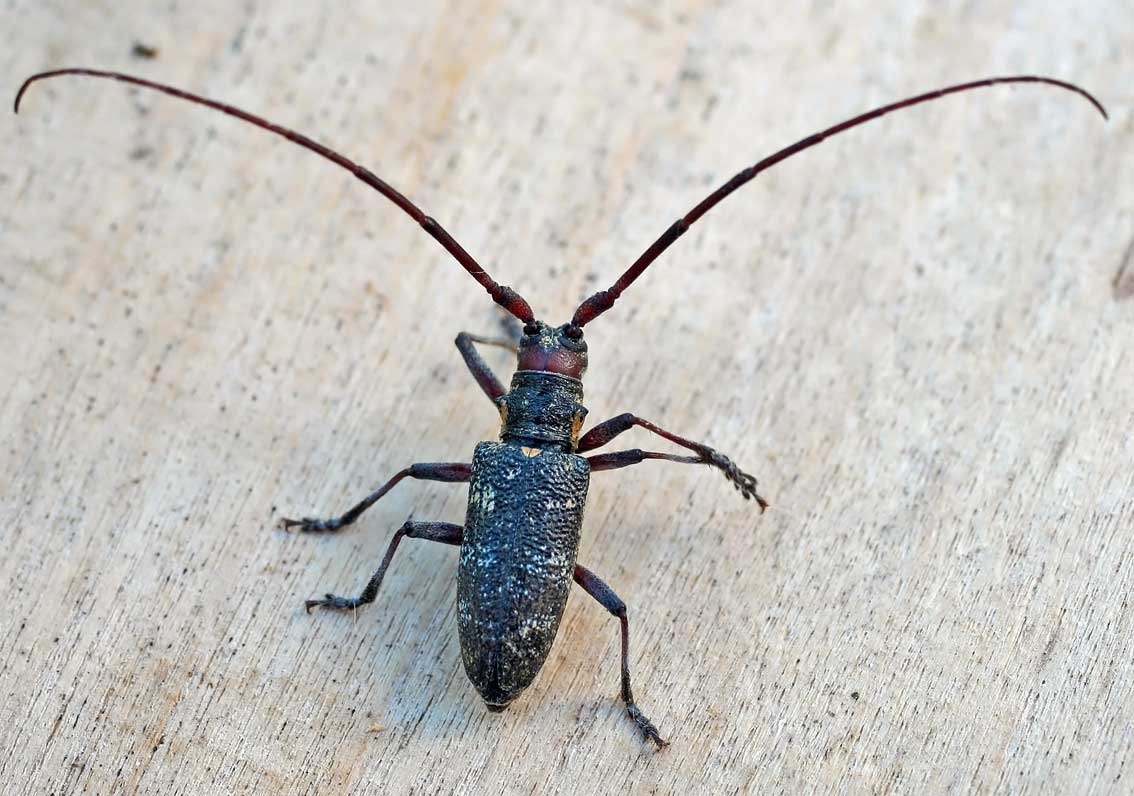
Monochamus galloprovincialis (Olivier, 1795) ♂
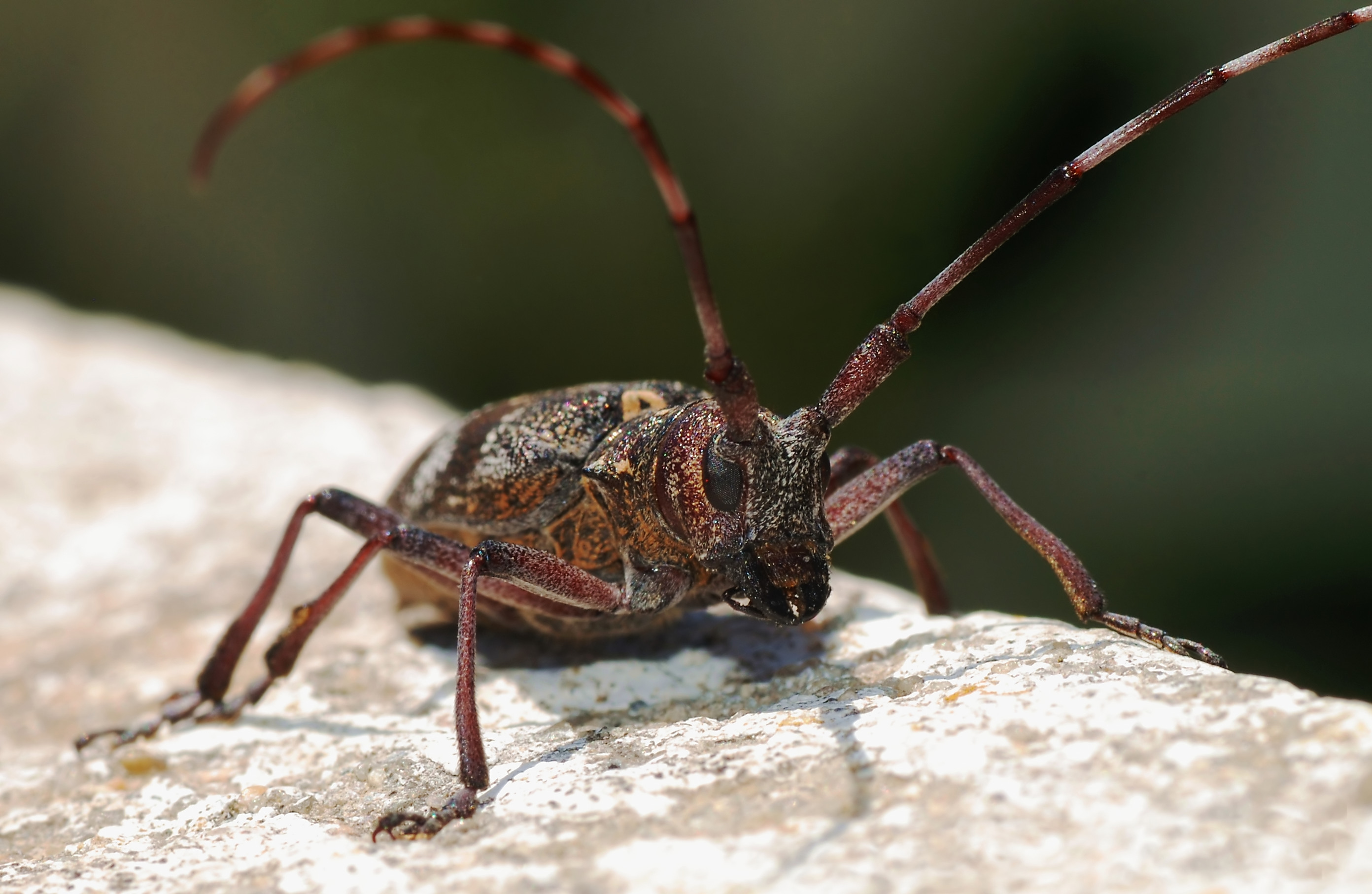
Monochamus galloprovincialis (Olivier, 1795) ♀
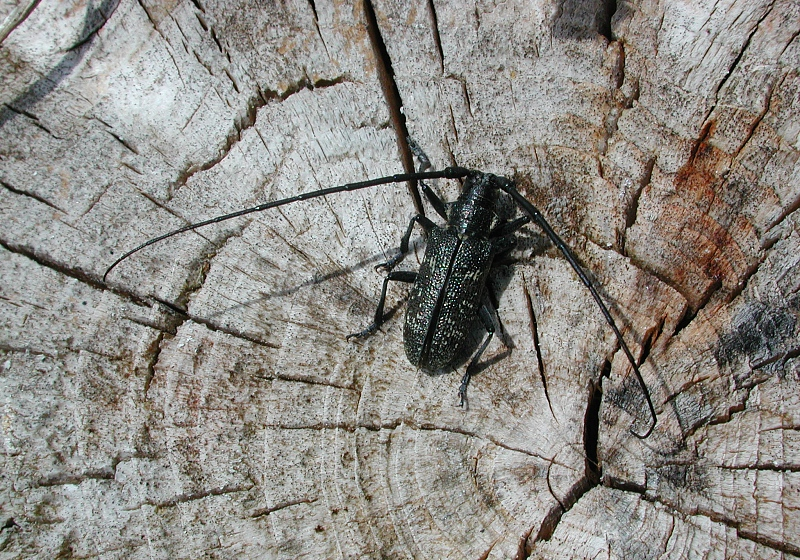
Monochamus sutor (Linné, 1758) ♂
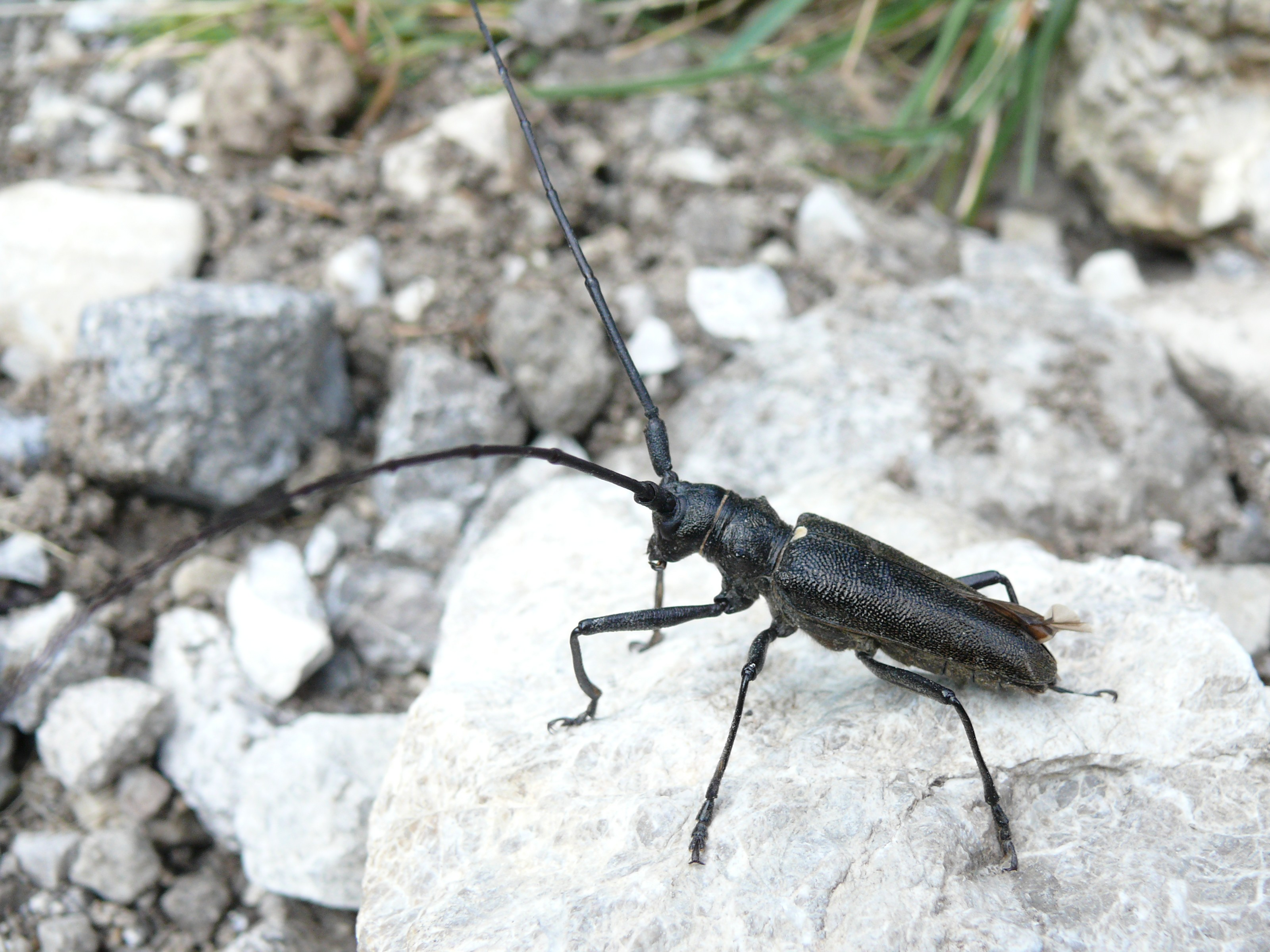
Monochamus sartor (Fabricius, 1787) ♂
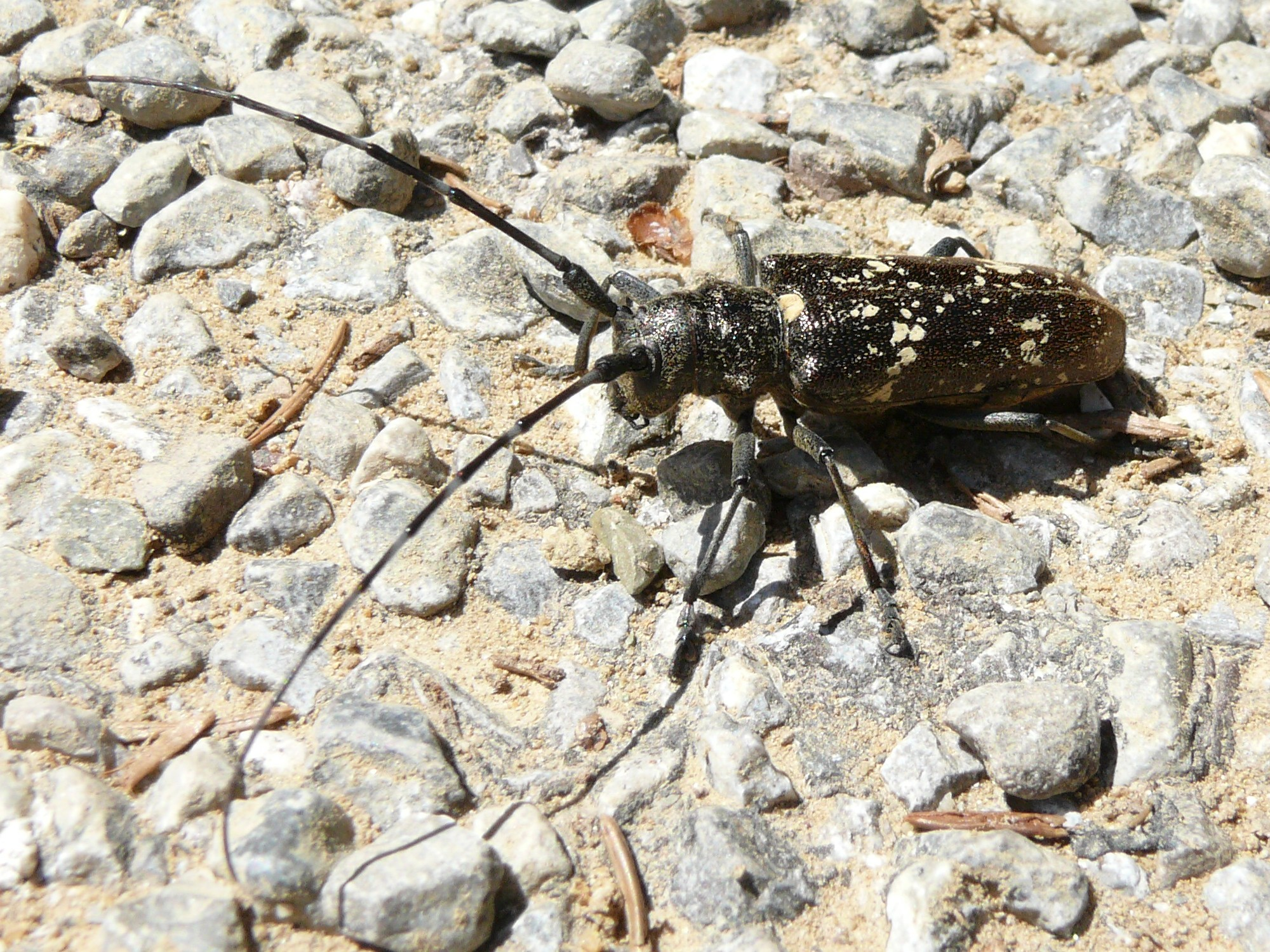
Monochamus sartor (Fabricius, 1787) ♀

### Liste des genres présents dans les Antilles françaises
- Taeniotes Audinet-Serville, 1835[6]

### Autres genres(à compléter)
- Acalolepta Pascoe, 1858
- Anoplophora Hope, 1839
- Aristobia Pascoe, 1875